# Chloe Neill
Chloe Neill (* 1975 in Arkansas) ist eine US-amerikanische Autorin. In Deutschland ist sie bekannt durch ihre Buchserie um die Chicagoland Vampire.

## Leben
Neill wurde 1975 in Arkansas geboren. An der Universität von Nebraska studierte sie Jura. Ursprünglich wollte Neill niemals Schriftstellerin werden. Während ihrer Schul- und Studienzeit nahm sie sich vor keinen Beruf zu wählen, bei dem sie zu viel schreiben müsste. In einem Interview erklärte sie, dass sie zu dieser Zeit nicht gut beim Konstruieren von Sätzen war und ihr das Schreiben schwerfiel. In einem Nebenjob, den sie während ihrer Studienzeit ausübte, musste sie journalistischen Tätigkeiten nachgehen. Das Schreiben fiel ihr zunehmend leichter. Schließlich fing sie an Fanfiction zu schreiben, was sie schnell aufgab um ihre eigenen Figuren und Geschichten zu erfinden. 2005 schrieb Neill ihre erste eigene Geschichte. Inzwischen wurden 28 Bücher von Neill veröffentlicht. Ungefähr zwei Bücher schreibt sie jährlich. Die bekanntesten Bücher sind die Romane aus der Chicagoland Vampires Serie. Neben den 13 Romanen der Serie schrieb Neill einen Ableger zur Serie mit dem Titel The Heirs of Chicagoland. Deren erster Roman Wild Hunger erschien im August 2018. Die Serie Chicagoland Vampires wurde in zahlreiche Sprachen übersetzt, darunter Spanisch, Italienisch und Deutsch. In Deutschland erschienen die Bücher bei Bastei Lübbe und wurden von Marcel Aubron–Bülles ins Deutsche übersetzt. Außerdem wurden die Bücher bei Audible als Hörbuch veröffentlicht.
Neill lebt mit ihrem Ehemann und ihren beiden Hunden in Omaha. Neben ihrer Tätigkeit als Autorin arbeitet Neill als Vertragsanwältin.

## Veröffentlichungen

### Chicagoland Vampires
Alle übersetzt von Marcel Bülles.
- 1. Some Girls Bite, New American Library 2009, ISBN 978-0-451-22625-9
  - Frisch Gebissen, LYX 2011, ISBN 978-3-8025-8362-9
- 2. Friday Night Bites, New American Library 2009, ISBN 978-0-451-22793-5
  - Verbotene Bisse, LYX 2011, ISBN 978-3-8025-8363-6
- 3. Twice Bitten, NAL Books / New American Library 2010, ISBN 978-1-101-45634-7
  - Mitternachtsbisse, LYX 2012, ISBN 978-3-8025-8364-3
- 4. Hard Bitten, New American Library 2011, ISBN 978-0-451-23332-5
  - Drei Bisse Frei, LYX 2012, ISBN 978-3-8025-8790-0
- 5. Drink Deep, New American Library 2011, ISBN 978-0-451-23486-5
  - Ein Biss zu viel, LYX 2013, ISBN 978-3-8025-8835-8
- 6. Biting Cold, New American Library 2012, ISBN 978-0-451-23701-9
  - Eiskalte Bisse, LYX 2013, ISBN 978-3-8025-9086-3
- 7. House Rules, New American Library 2013, ISBN 978-0-451-23710-1
  - Für eine Handvoll Bisse, LYX 2013, ISBN 978-3-8025-9238-6
- 8. Biting Bad, New American Library 2013, ISBN 978-0-451-41518-9
  - Sehnsuchtsbisse, LYX 2014, ISBN 978-3-8025-9394-9
- 8a High Stakes, 2013 (Kurzgeschichte)
- 8b Howling for you, 2014 (Kurzgeschichte)
  - Das Herz des Tigers, 2014
- 9. Wild Things, New American Library 2014, ISBN 978-0-451-41519-6
  - Teuflische Bisse, LYX 2014, ISBN 978-3-8025-9548-6
- 10. Blood Games, NAL Books / New American Library 2014, ISBN 978-0-451-41520-2
  - Auf den letzten Biss, LYX 2015, ISBN 978-3-8025-9758-9
- 10a Lucky Break, 2014 (Kurzgeschichte)
  - Von Biss zu Biss, 2015
- 11. Dark Debt, NAL Books / New American Library 2015, ISBN 978-0-451-47232-8
  - Höllenbisse, LYX Egmont 2016, ISBN 978-3-8025-9984-2
- 12. Midnight Marked, NAL Books / New American Library 2016, ISBN 978-0-451-47233-5
  - Wie ein Biss in dunkler Nacht, LYX 2016, ISBN 978-3-7363-0195-5
- 12a Phantom Kiss, 2016 (Kurzgeschichte)
  - Ein Biss für alle Ewigkeit, 2017
- 13. Blade Bound, Berkley Books 2017, ISBN 978-0-451-47234-2
  - Ein Biss von dir, LYX 2017, ISBN 978-3-7363-0268-6
- 13a Slaying it, 2018 (Kurzgeschichte)

### Heirs of Chicagoland
- 1. Wild Hunger, Berkley Books 2018, ISBN 978-0-399-58709-2
- 2. Wicked Hour, Berkley Books 2019, ISBN 978-0-399-58711-5

### The Dark Elite
- 1. Firespell, Signet / New American Library 2010, ISBN 978-1-101-17130-1
- 2. Hexbound, Signet / New American Library 2011, ISBN 978-0-451-23079-9
- 3. Charmfall, New American Library 2012, ISBN 978-0-451-23080-5

### Devil’s Isle
- The Veil, NAL Books / New American Library 2015, ISBN 978-0-451-47334-9
- The Sight, NAL Books / New American Library  2016, ISBN 978-0-451-47335-6
- The Hunt, Berkley Books 2017, ISBN 978-0-451-47336-3
- The Beyond, Berkley Books 2019, ISBN 978-0-440-00111-9